# Giuseppe riceve i fratelli
Giuseppe riceve i fratelli è un dipinto a olio su tavola (36,2x142,2 cm) di Bacchiacca, databile al 1515 circa e conservato nella National Gallery di Londra. La tavola faceva parte della decorazione della Camera nuziale Borgherini.

## Storia
A partire dal 1515 circa Salvi Borgherini fece decorare la camera nuziale di suo figlio Pierfrancesco e della consorte Margherita Acciaiuoli con una boiserie e mobilio intagliato da Baccio d'Agnolo, progettista anche del palazzo dove si trovava l'insieme, il tutto decorato da una serie di pannelli figurati di Pontormo, Francesco Granacci e, in una fase immediatamente successiva, Andrea del Sarto e il Bacchiacca.
Il tema era quello delle Storie di Giuseppe ebreo, eroe virtuoso e casto spesso raffigurato come esempio per le giovani coppie. Bacchiacca dipinse sei tavolette, due di forma allungata, oggi a Londra, e quattro pannelli più piccoli, oggi nella Galleria Borghese a Roma.
Il risultato era così straordinario che nel 1529 la Signoria voleva farne dono a Francesco I di Francia, ma Margherita Acciaiuoli negò la richiesta di acquisto seccamente.
Gli eredi della coppia però non ressero molto alle lusinghe e fu così che nel 1584 Francesco I de' Medici ottenne le tavole di Andrea del Sarto e di Granacci, che sono agli Uffizi e alla Galleria Palatina, mentre le altre andarono disperse tra collezioni romane e fiorentine, e si trovano oggi divise tra la National Gallery di Londra (tutte le tavole di Pontormo e due di Bacchiacca) e la Galleria Borghese di Roma (le quattro piccole tavole di Bacchiacca).
La tavola di Giuseppe che riceve i fratelli entrò nel museo londinese nel 1886 per acquisto.

## Descrizione e stile
Dopo aver fatto arrestare e poco dopo scarcerare i fratelli che lo avevano venduto da fanciullo, Giuseppe, divenuto nel frattempo un importante funzionario del faraone d'Egitto, senza essere riconosciuto da essi li manda a casa richiedendo loro di portare con sé, la prossima volta che sarebbero tornati in Egitto, il loro fratello più giovane Beniamino e il padre Giacobbe (Genesi, 43): egli li vuole infatti da lui in Egitto e il pannello mostra il loro arrivo, con i muli, la loro presentazione di doni a Giuseppe, che si affaccia al centro da un edificio a pianta centrale, e la loro ripartenza, a destra carichi dei sacchi di grani concessi dal loro parente, che non hanno ancora riconosciuto. Con loro sta il giovane Beniamino, vestito d'azzurro, ma non ancora il padre, che non è voluto partire: Giuseppe dovrà poi architettare per questo lo stratagemma della coppa rubata.
Lo svolgimento della scena sfrutta la forma orizzontale della tavola proponendo una lettura da sinistra a destra di facile comprensibilità, senza i guizzi estrosi delle tavole di Pontormo o Andrea del Sarto, con uno svolgimento tradizionale e ordinato che comprende anche l'isocefalia di gran parte dei personaggi. Più originale è invece il trattamento del colore, che predilige toni brillanti e accesi, in un caleidoscopio molto gradevole, ma privo di quegli effetti atmosferici capaci di legare figure e paesaggio. L'ambientazione, con il paesaggio avvallato verso il centro dove fa da cerniera il grande edificio, visibile solo in parte, deriva fedelmente da esempi umbri di Perugino e Raffaello, mentre nell'affollamento di personaggi e nell'originalità della cromia, l'autore sembra sforzarsi di andare incontro alle novità pontormesche.